# Marcel Ospel
Marcel Louis Ospel, né le 8 février 1950 à Bâle et mort le 26 avril 2020 à Wollerau, est un homme d'affaires suisse qui fut le président du Conseil d'administration (chairman) d'UBS AG d'avril 2001 au 23 avril 2008. 
Sa direction à la tête de la banque est caractérisée par une course à la taille dont les effets se révéleront lors de la crise des subprimes. Son successeur est Peter Kurer.

## Biographie
En 1977, Marcel Ospel obtient son diplôme à l'École supérieure de commerce et d'économie de Bâle (HWV). Il intègre la même année la Société de banque suisse au sein de la division de planification centrale et de marketing. Au début des années 1980, il travaille à Londres et New York dans une division chargée des marchés de capitaux. Il quitte temporairement la SBS en 1984 pour diriger la Merrill Lynch Capital Markets jusqu'en 1987. De retour à la SBS, il est chargé du négoce et de la vente de titres. L'année 1990 marque le début de son ascension au sein des hautes sphères de la banque en tant que membre du directoire. En 1995, il est nommé CEO de la SBS de Warburg. Il devient l'année suivante le président du Conseil d'administration de la SBS. En 1998, la SBS fusionne avec l'Union de banques suisses et Ospel intègre la nouvelle entité en tant que CEO. En 2001, il est élu président du Conseil d'administration de l'UBS. Il est remplacé avec effet immédiat par Peter Kurer le 23 avril 2008.

## Controverses
Son entrée en fonction en tant que président du Conseil d'administration d'UBS fut marquée par l'implication de l'UBS lors de la faillite de Swissair en automne 2001. L'UBS ayant refusé d'allouer un prêt supplémentaire à Swissair, Marcel Ospel fut remercié d'avoir activement contribué au grounding de la flotte de Swissair. Si le film Grounding montre le dirigeant de l'UBS sous un angle négatif, le « procès Swissair » de 2007 mit un terme à ces accusations, l'UBS n'ayant pas été jugée coupable de la faillite de la compagnie aérienne.
Marcel Ospel fut fréquemment l'objet de critiques en raison de sa rémunération jugée trop élevée, faisant de lui l'un des dirigeants les mieux payés de Suisse (18 millions de francs suisses en 2004, 21 millions en 2005). Son déménagement pour des raisons fiscales dans le canton de Schwytz contribua à renforcer cette image auprès de l'opinion publique. En 2006, sa rémunération annuelle est montée à 24 millions de francs suisses, soit 300 fois le salaire d'un employé de base de l'UBS. C'est le deuxième patron le mieux payé de Suisse, après Daniel Vasella, patron de Novartis, qui a enregistré un salaire de 30 millions en 2006.
En 2007, l'UBS est prise dans la tourmente des « subprimes » américaines. L'UBS annonce quelques difficultés, sans gravité, à la fin de l'été 2007. Les révélations se succèdent et à la veille de l'Assemblée générale extraordinaire de février 2008, le montant des pertes se monte à plus 20 milliards de francs suisses. Marcel Ospel est vivement critiqué par les actionnaires. La banque est contrainte de lancer une nouvelle augmentation de capital de 9,53 milliards d'euros. Finalement, la banque faire appel à l'aide de la Confédération suisse et transfère 39,1 milliards de francs suisses d'actifs toxiques à la Banque nationale suisse.
Après avoir refusé une commission de contrôle spécial qui aurait été une première dans l'histoire d'UBS, l'Assemblée générale accepte que le fonds souverain GIC de Singapour prenne une participation d'un peu moins de 10 % au capital de l'UBS. L'État de Singapour, place financière concurrente de la Suisse, devient ainsi le plus grand actionnaire de l'UBS.
Le 23 avril 2008, Marcel Ospel quitte le conseil d'administration d'UBS. Il est remplacé avec effet immédiat par Peter Kurer. Le 14 avril 2010, l'Assemblée générale refuse d'accorder une décharge pour le Conseil d'administration de 2007.